# Kriegerdenkmal Kade

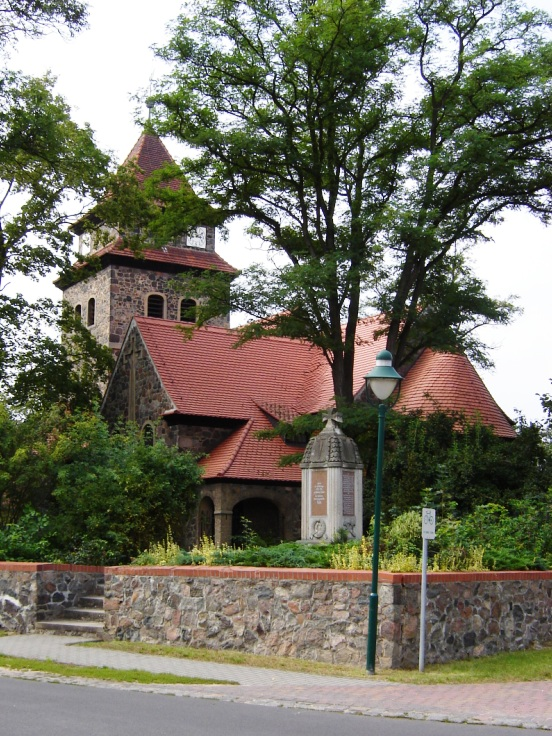
Kriegerdenkmal vor der Dorfkirche in Kade

Das Kriegerdenkmal Kade ist ein denkmalgeschütztes Kriegerdenkmal in der Ortschaft Kade der Stadt Jerichow in Sachsen-Anhalt. Im örtlichen Denkmalverzeichnis ist das Kriegerdenkmal unter der Erfassungsnummer 094 86876 als Baudenkmal verzeichnet.

## Lage
Das Kriegerdenkmal von Kade befindet sich auf dem Kirchgelände der Kirche von Kade.

## Gestaltung
Es handelt sich um eine Stele mit einer Gedenktafel für die Gefallenen des Ersten Weltkriegs. Eine Gedenktafel für die Gefallenen des Zweiten Weltkriegs befindet sich auf dem Sockel der Stele. Die Ecken der Stele sind wie Säulen aus dem alten Griechenland geformt. Gekrönt wird die Stele von einem Eisernen Kreuz.

## Inschriften

### Erster Weltkrieg
Ihren

im Weltkriege

1914-1918

gefallenen Söhnen

die dankbare Kirchengemeinde

Kade.

### Zweiter Weltkrieg
Zum Gedenken

an die Opfer

des II. Weltkrieges

sowie

anderer Gewaltherrschaften

## Quelle
- Gefallenen Denkmal Kade Online, abgerufen am 24. Juli 2024.